# François Blain
François Blain, est un homme politique français né et mort à Arles, 2 avril 1758 - 11 mars 1837. 

## Biographie
Avocat et administrateur de l'hôpital de la Charté d'Arles, est élu en 1790 président de l'administration du district de sa ville. En 1793, il occupe la charge de substitut du commissaire du pouvoir exécutif près les tribunaux civil et criminel des Bouches-du-Rhône et se trouve compromis dans le mouvement fédéraliste. Arrêté en 1794, il est libéré après le 9 thermidor. Député des Bouches-du-Rhône au Conseil des Cinq-Cents, il est, le 4 septembre, condamné pour la déportation. Il parvient à émigrer, revient à la suite de l'amnistie de l'an VII, et est nommé sous-préfet de Boulogne par Bonaparte. Destitué en 1812 de sa fonction de sous-préfet de Toulon - il y a été désigné en 1806 -, il fait son ralliement aux Bourbons à la Restauration. Cela lui vaut d'être nommé en 1815 président du tribunal de première instance établi à Tarascon et qu'il ait préféré voir siéger à Arles. Il est anobli par lettre patentes en 1818. 
On lui doit, à ce propos, un Mémoire sur la nécessité de transférer dans la ville d'Arles le chef-lieu du Troisième arrondissement, qui était alors l'arrondissement de Tarascon, cette dernière cité possédant la sous-préfecture, le tribunal et la direction des principaux services administratifs.

## Sources
- « François Blain », dans Adolphe Robert et Gaston Cougny, Dictionnaire des parlementaires français, Edgar Bourloton, 1889-1891 [détail de l’édition]